# Hand of Doom
Hand of Doom è un brano musicale del gruppo britannico Black Sabbath, pubblicato nel 1970. La canzone parla di un uomo con un grosso problema con la droga, in particolare l'eroina, nei suoi ultimi attimi di vita mentre muore di overdose. È caratteristica per i suoi continui cambi di tempo e di riff; ha inizio con un riff di basso alquanto cupo che si trasforma in un potente riff di chitarra.

## Cover
La canzone è stata reinterpretata da:
- Slayer (nell'album tributo Nativity in Black II)
- Danzig (nell'album Blackacidevil)
- Isis (negli album Sawblade e Red Sea)
- HIM (nell'album Uneasy Listening Vol.2)
- Chepalic Carnage (nell'album tributo Hell Rules 2: A Tribute to Black Sabbath)
- Orange Goblin (nell'album Nuclear Guru)
- Hand of Doom (nell'album Live in Los Angeles – Black Sabbath Tribute)

## Formazione
- Ozzy Osbourne - voce
- Geezer Butler - basso
- Tony Iommi - chitarra
- Bill Ward - batteria